# Junge Freiheit
La Junge Freiheit è un giornale tedesco, fondato nel 1986. Non è legata ad alcun partito politico, ma è considerata vicina alle posizioni della "Neue Rechte", movimento politico a cavallo tra conservatorismo nazionale ed estremismo di destra. È pubblicata a Berlino. Redattore è Dieter Stein. Esce con cadenza settimanale in circa diciottomila copie.

## Note

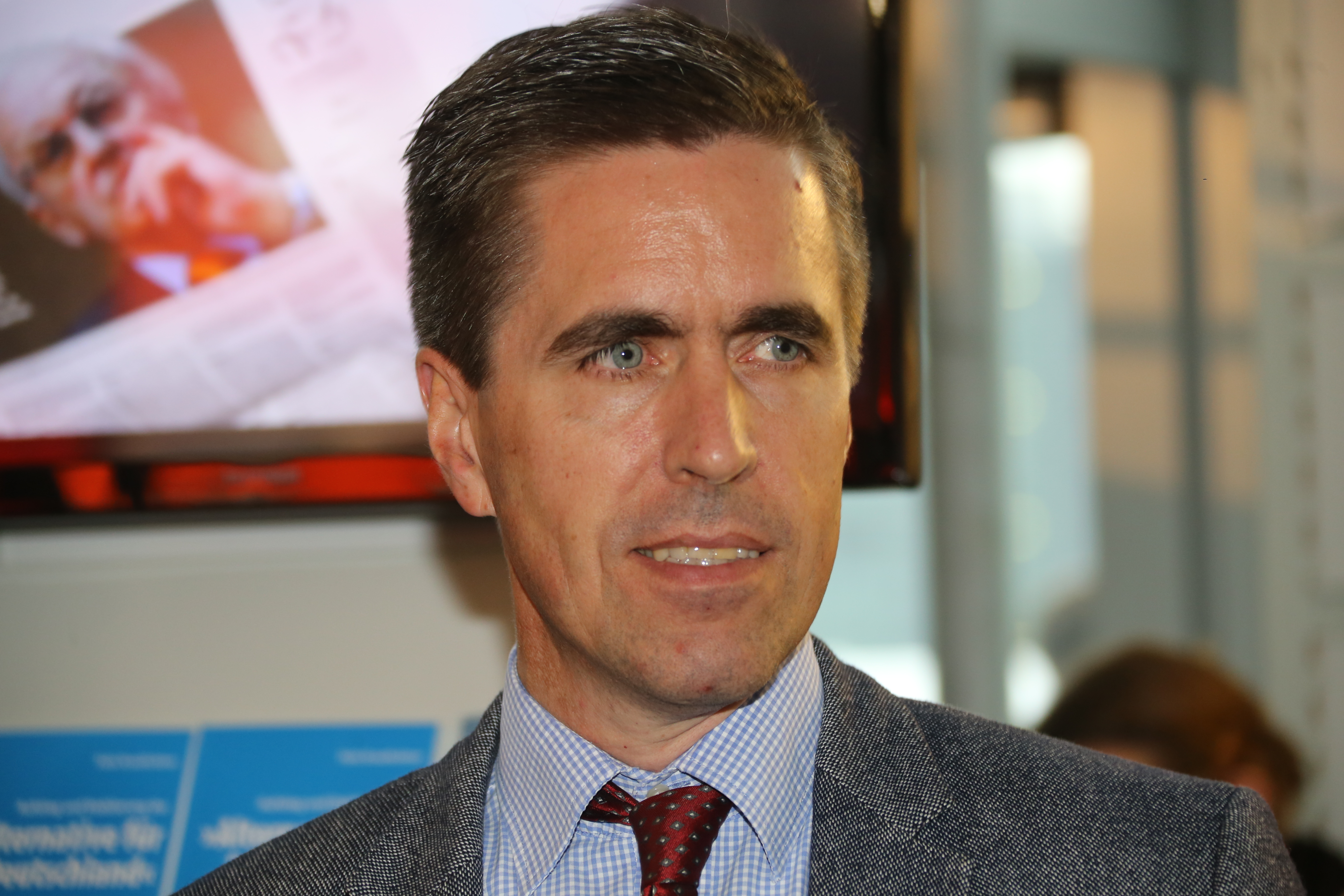
Dieter Stein, fondatore e caporedattore del giornale